# Sinantherina spinosa
Sinantherina spinosa är en hjuldjursart som först beskrevs av Thorpe 1893.  Sinantherina spinosa ingår i släktet Sinantherina och familjen Flosculariidae. Inga underarter finns listade i Catalogue of Life.